# (291) Alice
Alice és l'asteroide número 291. Va ser descobert per l'astrònom Johann Palisa des de l'observatori de Viena (Àustria), el 25 d'abril de 1890.
1. 1 2  «JPL Small-Body Database». [Consulta: 24 gener 2024].
2. 1 2 3 4  «JPL Small-Body Database». [Consulta: 18 octubre 2023].
3. ↑  Afirmat a: Dictionary of Minor Planet Names (sisena edició revisada i ampliada). Pàgina: 38. Editorial: Springer Science+Business Media. Llengua del terme, de l'obra o del nom: anglès.
4. 1 2 3 4 5 6 7 8  «JPL Small-Body Database». [Consulta: 29 novembre 2024].
5. ↑  «JPL Small-Body Database». [Consulta: 3 novembre 2024].